# Zelotes nyathii
Zelotes nyathii FitzPatrick, 2007 è un ragno appartenente alla famiglia Gnaphosidae.

## Etimologia
Il nome della specie è in onore di Francis Nyathi, assistente del curatore del Dipartimento di aracnologia del NMBZ di Bulawayo, che raccolse gli esemplari il 4-5 maggio 1996.

## Caratteristiche
Questa specie non è stata attribuita a nessun gruppo: si distingue dalle altre per la scanalatura distale sul cymbium dei pedipalpi maschili che ospita l'anello distale del lungo embolus, l'apofisi mediana è prominente rispetto all'apofisi terminale.
L'olotipo femminile rinvenuto ha lunghezza totale è di 8,88 mm; la lunghezza del cefalotorace è di 3,75 mm; e la larghezza è di 3,13 mm.

## Distribuzione
La specie è stata reperita nello Zimbabwe orientale: l'olotipo femminile è stato rinvenuto nel Katiyo Tea Estates, zona montuosa al confine con il Mozambico, appartenente al Manicaland. Altri esemplari sono stati reperiti lungo il Boro River, in Botswana e nei pressi dei Monti Itombwe, nel Congo.

## Tassonomia
Al 2016 non sono note sottospecie e dal 2007 non sono stati esaminati nuovi esemplari.